# Fujianköket

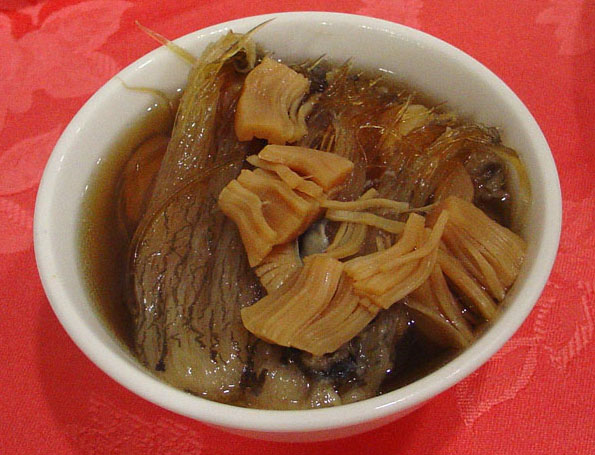
Buddha hoppade över muren.

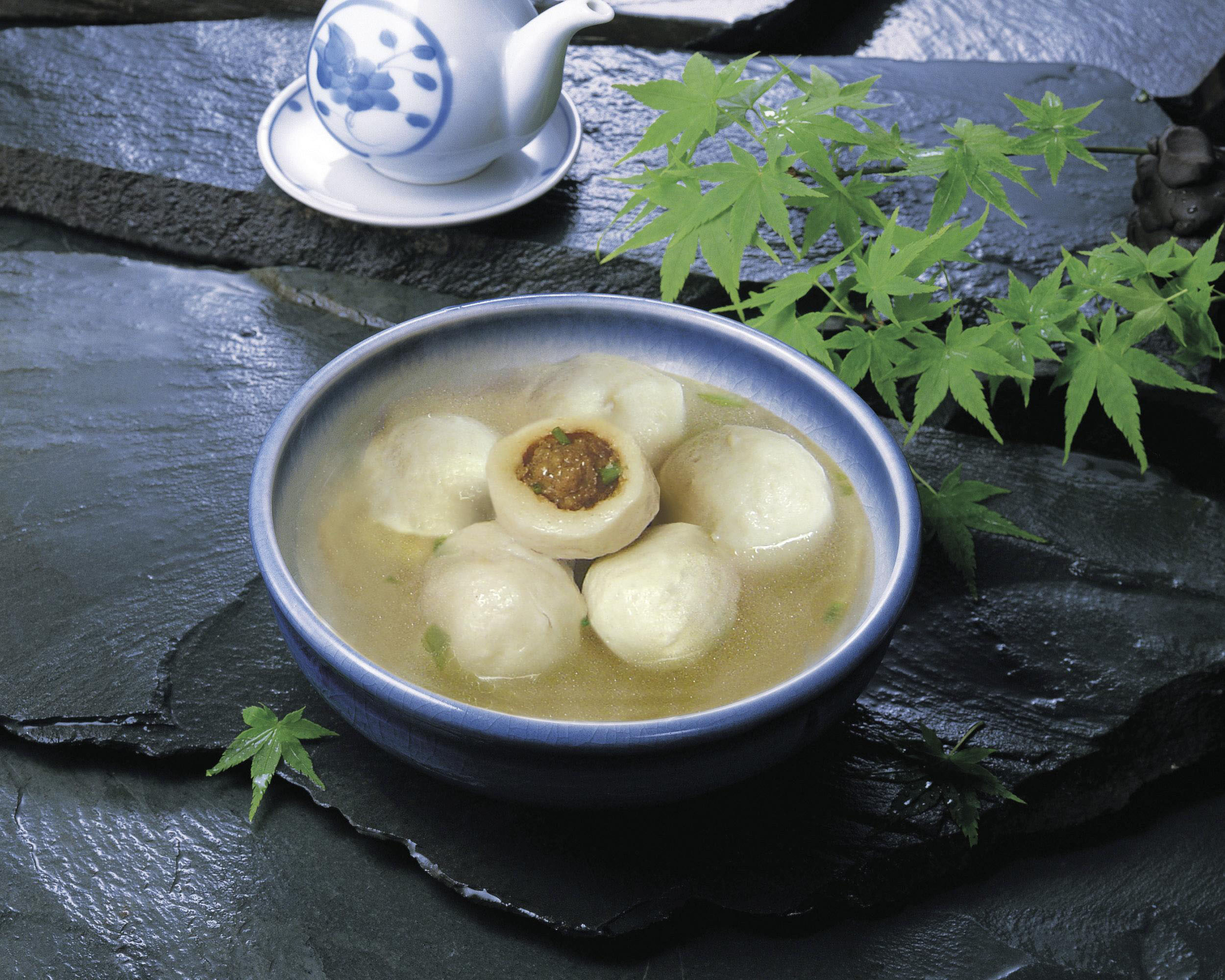
Fiskbullar i soppa.

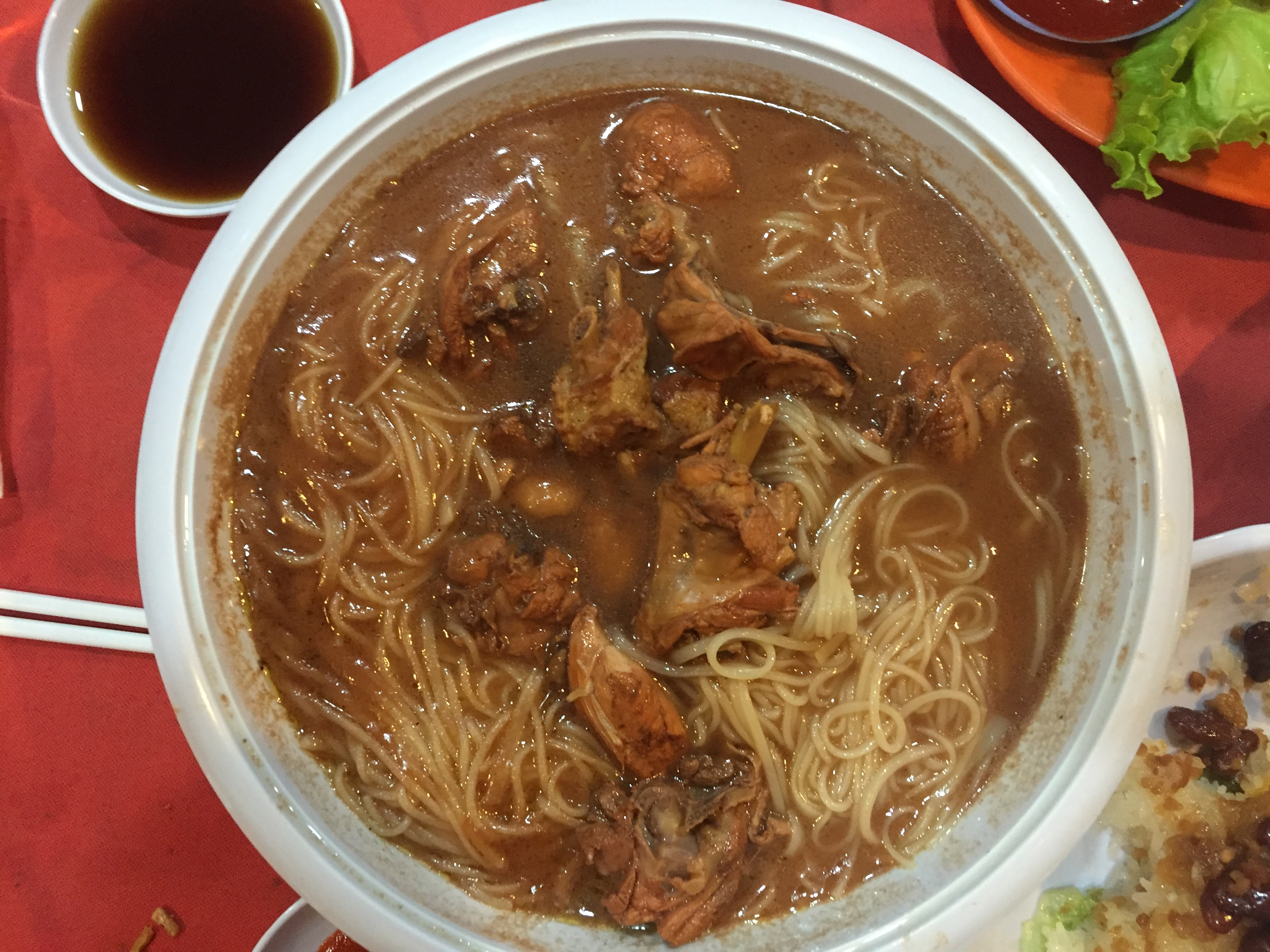
Kyckling i rött vin från Fujian.

Fujianköket (閩菜, mǐncài), är ett av Kinas åtta stora kök. Maten från provinsen med samma namn är själva riktmärket, men köket är idag inte bara spritt i stora delar av Kina utan också utomlands med viss variation som följd. Köket kännetecknas av sin lätthet och betoning av umami-smaken, som kallas xiānwèi (鮮味) på kinesiska. Fujianköket är också grunden för den mat som är vanlig på Taiwan.

## Buddha hoppar över muren
Buddha Jumps Over the Wall (佛跳牆, 佛跳墙, fó tiào qiáng, hu̍t-thiàu-chhiûⁿ)
Rätten innehåller över 30 ingredienser, som hajfena, havssnigel, torkad schalottenlök, anka, kycklingbröst, grisfötter, svamp, duvägg och andra ingredienser. En legend säger att sedan rätten är lagad dröjer aromen kvar och när han kände doften, glömde en buddhistmunk sitt munklöfte att vara vegetarian och hoppade över muren för att smaka på rätten.